# Anolis cuvieri
Anolis cuvieri is een hagedis uit de familie anolissen (Dactyloidae).

## Naam en indeling
De wetenschappelijke naam van de soort werd voor het eerst voorgesteld door Blasius Merrem in 1820. Later werd de naam Xiphosurus cuvieri gebruikt.

## Uiterlijke kenmerken
Anolis cuvieri is een vrij grote soort, de mannetjes kunnen een totale lichaamslengte tot bijna 42 centimeter bereiken. De vrouwtjes blijven iets kleiner tot ongeveer 31 cm. Het is hiermee de grootste soort van Puerto Rico. De hagedis is slank gebouwd en licht om over de kleinste takjes te rennen. De kleur is groen, meestal zonder strepen of vlekken, en een lichtere tot gele buik. Boven de ogen zit met name bij de man een scherpe kam, en de mannetjes zijn daarnaast duidelijk te onderscheiden aan de zeilachtige, stekelloze kam op de staart die doorloopt tot op de nek, deze kam is bij de vrouwtjes slechts zeer beperkt ontwikkeld. De staart is bij deze soort zeer dun, en de oogomgeving geel en groen. Mannetjes hebben een grotere kop en ogen en een helder gele keelzak, de vrouwtjes een kleinere, groengele keelzak.

## Verspreiding en habitat
De anolis komt voor in delen van de Caraïben en leeft endemisch op het eiland Puerto Rico. De habitat bestaat uit dichte, warme en vochtige tropische en subtropische bossen of de iets drogere kustbossen. De hagedis is met name op boomstammen en in de kruinen van bomen te vinden. Er is enige tolerantie voor door de mens aangepaste gebieden. De anolis kan ook worden aangetroffen in hoge bomen van toeristische resorts en in koffieplantages.

## Levenswijze
De soort is overdag actief, het dier zont graag omdat hij dan veel sneller kan rennen en beter kan jagen. Het voedsel bestaat uit grotere insecten, kreeftachtigen, duizendpoten, slakken en soms worden ook kleine zoogdieren en kleine vogels en hagedissen worden wel gegeten. Ook worden weleens plantendelen geconsumeerd zoals bessen en vruchten. Deze soort eet meer plantaardig voedsel dan de gemiddelde anolis maar leeft toch voornamelijk van prooidieren.
De vrouwtjes zetten eieren af in de bodem. De witte eieren zijn ongeveer 11 bij 21 millimeter groot en komen na ongeveer drie maanden uit.